# Walerian Borowczyk
Walerian Borowczyk (Kwilcz, 2 de setembro de 1923 – Paris, 3 de fevereiro de 2006) foi um pintor, escultor e cineasta polonês. Ele dirigiu 40 filmes entre 1946 e 1988. Sua especialidade eram os filmes de estética erótica. Além de dirigir, Borowczyk foi também pintor, grafista, escritor.

## Biografia
Borowczyk estudou na Academia de Belas Artes de Cracóvia e concluiu seus estudos na Faculdade de Artes Gráficas da Academia de Artes de Varsóvia. em 1951. Tendo como principais interesses a pintura e a litografia, ele se dedicou a desenhar cartazes de cinema. Dois anos após terminar os estudos, conquistou o grande prêmio nacional de grafismo por seus cartazes para o cinema.
A partir de 1946, sua carreira cinematográfica teve início. Ele dirigiu alguns curtas-metragens de animação, de estética surrealista, mas o reconhecimente viria somente em 1957 com "Był Sobie Rraz" ("Era uma vez"), de 1957 - dirigido em colaboração com o colega Jan Lenica. Borowczyk  introduziu o humor negro no cinema de animação, as "gags" surrealistas e umaa técnica nova baseada na divisão do roteiro em cenas. Em 1958, o cineasta foi premiado em Bruxelas por "Dom" - também co-dirigido com Lenica.
Em 1959, Borowczyk mudou-se para Paris. Na capital francesa, colaborou com Chris Marker em "Les Astronauts", naquele mesmo ano, e fez outros filmes de animação, como "Renaissaince", de 1963, e "Les Jeux des Anges", de 1964. Seu primeiro longa de animação foi "Theatre de Monsieur et Madame Kabal", de 1963.
A partir de 1968, o diretor passou a produzir obras de ficção, como "Mazeppa", "Goto - Ille d'Amour" e "Blanche". Em 1974, foi lançado "Contos Imorais", primeiro trabalho abertamente erótico do diretor, no qual atuam, entre outros, Fabrice Luchini e Paloma Picasso. Sua mulher, Ligia Branice, também aparece em alguns de seus filmes.
Em 1975, Borowczyk retornou para a Polônia para rodar "Dziejz Grechu" ("História de um Pecado"). Ainda naquele ano, já de volta a França, fez "A Mulher" e "La Bête" - neste último, as cenas de acasalamentos eqüinos e masturbações provocaram reações adversas em muitos espectadores.
Em 1977, o cineasta filmou na Itália "Atrás do Muro de um Convento", tendo sua mulher como protagonista. Ele ainda dirigiu "Emmanuelle 5", em 1986, o quinto filme da série marcada pelo erotismo.
O diretor morreu no início de fevereiro de 2006 em conseqüência de complicações cardíacas.

## Filmografia
- Mr. and Mrs. Kabal's Theatre (1967)
- Goto, Island of Love (Goto, Ilha do Amor) (1968)
- Blanche (1971)
- Contes Immoraux (Contos Imorais) (1974)
- Dzieje Grzechu (História de um Pecado) (1975)
- La Bête (O Monstro) (1975)
- La Marge (Porque Agrado aos Homens / The Margin)  (1976)
- Interno de un Convento (Freiras Preversas) (1978)
- Les Heroïnes du Mal (As Heroínas do Mal / Immoral Women) (1970)
- Private Collections (episódio "L'Armoire") (1979)
- Lulu (1980)
- The Blood Of Dr. Jekyll (1981)
- The Art Of Love (1983)
- Emmanuelle 5 (1987)
- Ceremonie d'Amour (Love Rites) (1987)